# سمنجة
سمنجة هي قرية تابعة لمعتمدية بئر المشارقة من ولاية زغوان بالشمال التونسي. وتوجد على الطريق الرئيسية الرابدة بين مدينتي زغوان وتونس (مدينة). وكانت توجد بها منذ العهد الاستعماري مدرسة للتعليم الفلاحي حيث كان يوجد بالمنطقة العديد من المعمرين الفرنسيين.
1. ↑  "المناطق الترابية (العمادات) حسب الولايات والمعتمديات". اطلع عليه بتاريخ 2024-11-30.